# Sophie van Solms-Laubach

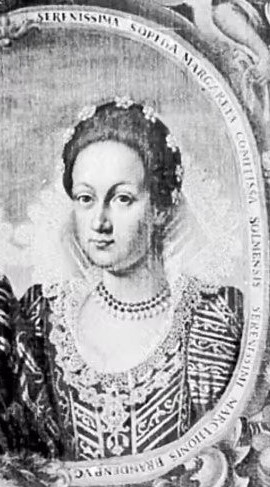
Sophie van Solms-Laubach

Sophia van Solms-Laubach (Laubach, 15 mei 1594 - Plötzkau, 16 mei 1651) was een dochter van Johan George van Solms-Laubach, 1547-1600 en van Margaretha van Schönburg-Glauchau, 1554-1606. Zij was gehuwd met Joachim Ernst van Brandenburg-Ansbach. Na de dood van haar man nam zij het regentschap waar voor haar oudste zoon Frederik (1616-1634). Nadat deze kort na zijn meerderjarigheid sneuvelde in 1634, deed zij hetzelfde voor haar jongere zoon Albrecht (1620-1667).
Haar kinderen waren:
- Sophia (1614-1646), gehuwd met Erdmann August (1615-1651), zoon van Christiaan van Brandenburg-Bayreuth
- Frederik (1616-1634)
- Albrecht (1617-1617)
- Albrecht (1620-1667)
- Christiaan (1623-1633).